# William Spottiswoode
Pour les articles homonymes, voir Spottiswoode.
William Spottiswoode (Londres, 11 janvier 1825 - 27 juin 1883) est un mathématicien et physicien britannique.
Il est président de la Royal Society de 1878 à 1883.